# Alexandru Odobescu (Schriftsteller)

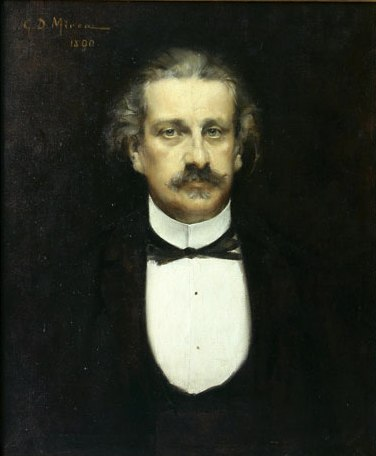
Porträt Odobescus

Alexandru Odobescu, vollständig Alexandru Ionescu Odobescu, verkürzt Alexandru I. Odobescu, (* 23. Juni 1834 in Bukarest; † 10. November 1895 dortselbst) war ein rumänischer Beamter, Schriftsteller, Archäologe und Hochschullehrer.

## Jugend und Bildung
Alexandru Odobescu wurde als zweites Kind des Obersten Ioan Odobescu und seiner Frau Ecaterina, die griechische Wurzeln hatte, im damals unabhängigen Fürstentum Walachei geboren. Väterlicherseits entstammte er einer alten Adelsfamilie mit ausgedehntem Landbesitz. Er verbrachte seine Kindheit auf einem der väterlichen Anwesen in Călăreți-Tamădău, wo er von einem Hauslehrer unterrichtet wurde. 1844 bis 1850 besuchte er das Colegiul Sfântul Sava (Kolleg des Heiligen Sava) in Bukarest, das er mit einem hervorragenden Examen abschloss. Er zog nach Paris und nahm ein Studium der Literaturwissenschaften und der Archäologie am Collège de France auf, das er 1853 mit dem Baccalauréat abschloss. Anschließend setzte er sein Studium an der Sorbonne noch bis 1855 fort, schloss dieses jedoch nicht ab, da er zu seiner Lizentiatsprüfung nicht erschien. Stattdessen reiste er gemächlich, mit Aufenthalten in Köln, Dresden, Prag und Pest nach Bukarest zurück.

## Wirken

### Karriere als Beamter
Noch 1855 nahm Alexandru Odobescu eine Laufbahn als Beamter auf. Er wurde Leiter des Postamtes, dann Staatsanwalt am Bukarester Berufungsgericht (Curtea de apel) und war danach als Beamter im Kultusministerium (Ministerul cultelor) tätig. 1857 wurde er zum Leiter des französischen Büros im Staatssekretariat ernannt. Das Jahr 1859 sah ihn wieder als Staatsanwalt des Berufungsgerichts. 1860 wurde er zum Mitglied der Dokumentationskommission beim Kultusministerium des 1859 neu gegründeten rumänischen Staates ernannt und bildete auf ministerielle Anordnung hin eine Kommission zur Sammlung von Materialien zur nationalen Geschichte. 1862 wurde er von Alexandru Ioan Cuza zum Direktor für die Angelegenheiten des Religionswesens und der Bildung der Walachei im selben Ministerium ernannt, 1863 zum Kultusminister im Kabinett von Mihail Kogălniceanu. Von diesem Amt trat aber schon nach knapp zweieinhalb Monaten wegen Differenzen in der Frage der Säkularisierung der Klöster wieder zurück.
1880 ließ er sich mit seiner Familie in Paris nieder und erhielt dort 1881 die Position eines Gesandtschaftssekretärs bei der rumänischen Botschaft. 1885 quittierte er den diplomatischen Dienst und kehrte nach Rumänien zurück. 1889 zwang ihn sein sich verschlechternden Gesundheitszustand (Gicht), nur noch als Geschichtslehrer zu arbeiten, 1891 wurde er Direktor einer höheren Schule und publizierte von da an noch einige Schulbücher.

### Leistungen als Archäologe und Historiker
Alexandru Odobescu gilt als einer der Begründer der modernen rumänischen Archäologie. 1864 wurde er zum Mitglied des Comitetului Arheologic din România (Rumänisches Archäologisches Komitees) ernannt. 1866 nahm er archäologische Ausgrabungen im Kastell Pietroasele im Kreis Buzău vor. Von dort nahm er den 1837 entdeckten Schatz von Pietroasa mit und präsentierte diesen in Wien und München und schließlich im rumänischen Pavillon der Weltausstellung Paris 1867, dem eigentlichen Ziel seiner Reise. 1870 wurde er zum Mitglied der Rumänischen Akademie ernannt und beteiligte sich an deren Umwandlung zu einer staatlichen Institution. Im selben Jahr initiierte er die Erstellung eines regional gegliederten Verzeichnisses der archäologischen Hinterlassenschaften des Landes und begann ein Jahr später mit der Publikation. Ende 1873 wurde Odobescu korrespondierendes Mitglied des Deutschen Archäologischen Instituts. 1874 wurde er als Professor an die Universität Bukarest berufen und war Mitglied der Kommission zur Veröffentlichung der Hurmuzachi Dokumente sowie der Kommission für die Prüfung von Übersetzungen antiker griechischer Autoren. Er war Autor einer 1877 veröffentlichten Abhandlung über die Geschichte der Archäologie. Im Jahre 1889 veröffentlichte er ein dreibändiges Werk über den Schatz von Pietroasa, das im Jahre 1900 anlässlich der Weltausstellung Paris 1900 postum wiederveröffentlicht wurde.

### Schriftstellerisches Werk
Odobescus erste schriftstellerische Versuche entstanden schon in seiner Zeit am Colegiul Sfântul Sava (1844 bis 1850). Anonym erscheinen seine Schriften „Der rumänische Arbeiter“ (Muncitorul roman, 1851) und ein Fragment über Jeanne d’Arc (1852). Seine ersten offiziellen Publikation erfolgten 1855 mit der Veröffentlichung der Gedichte „Ode an Rumänien“ (Oda Romaniei) und „Rückkehr ins Land an der Donau“ (Intoarcerea in tara pe Dunare) sowie der Studie „Über lateinische Satire“ (Despre satira latina). 1857 folgte eine Kurzgeschichte über Mihnea I. cel Rău und 1860 eine Erzählung über Doamna Chiajna, einer walachische Prinzessin, Gemahlin von Mircea Ciobanul und Regentin der Walachei von 1559 bis 1575. 1874 erschien sein Pseudokynegetikos, das als Meisterwerk der rumänischen Prosa gilt. 1875 folgten seine Märchen Jupan Ranica Vulpoiu und Tigrul pacalit („Der überlistete Tiger“). 1889 veröffentlichte er Zece basme mitologice („Zehn mythologische Erzählungen“).

### Auszeichnungen
- 1876: Medalia „Bene merenti“ (Verdienstmedaille)
- 1877: Premiul „Nasturel“ (nach Constantin Năsturel-Herescu benannter Preis der Rumänischen Akademie)
- 1878: Ordinul „Steaua Romaniei“ (Orden Stern von Rumänien im Rang eines Offiziers)
- 1878: Ordinul „Sf. Stanislas“ (Sankt-Stanislaus-Orden)[3]
- 1883: Ordinul „Steaua Romaniei“ (im Rang eines Kommandeurs)

## Privatleben

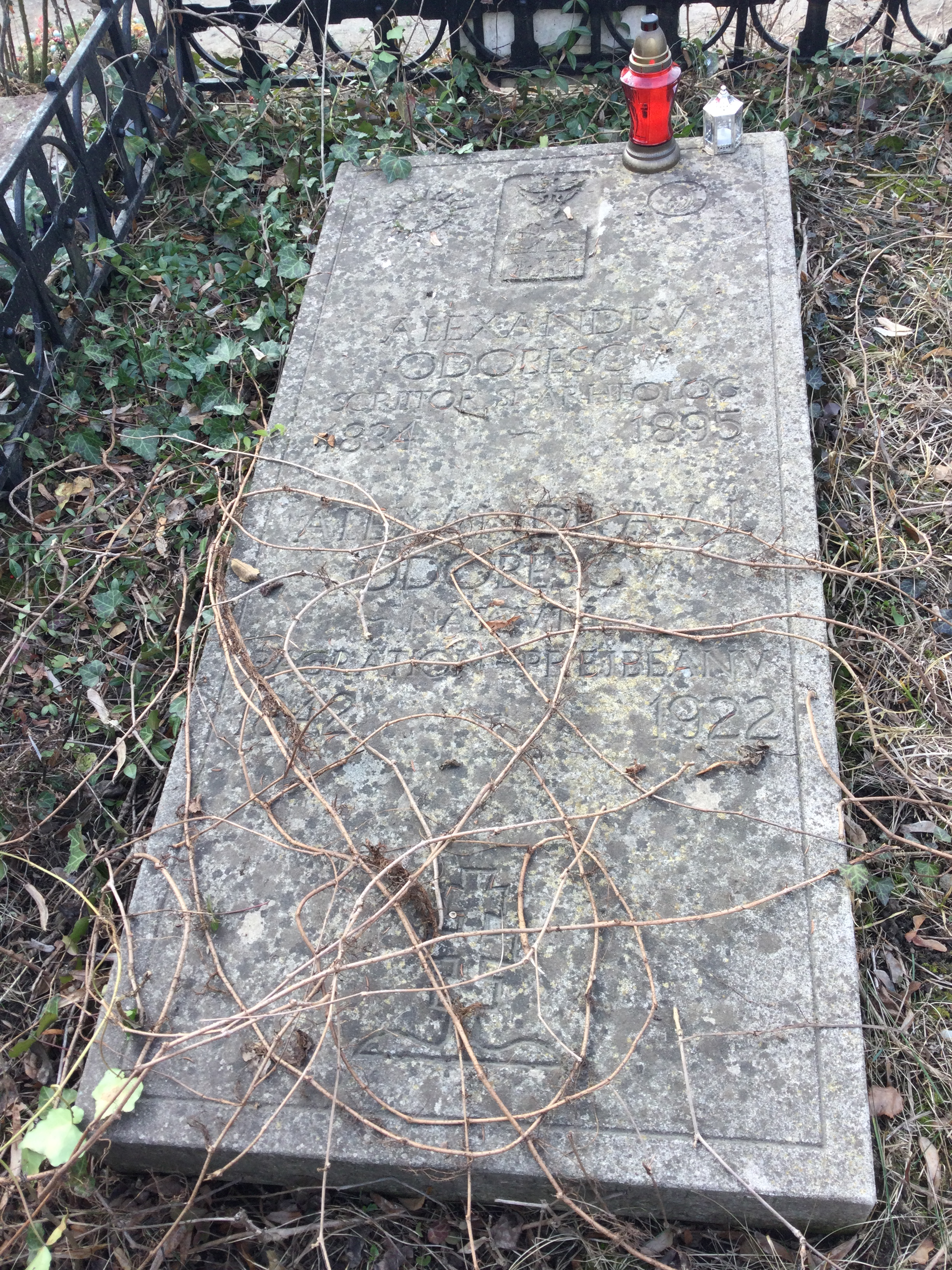
Grab Odobescus und seiner Frau auf dem Cimitirul Șerban Vodă

1858 heiratete Odobescu Alexandra („Sașa“) Prejbeanu, eine Tochter des russischen Generals Pawel Dmitrijewitsch Kisseljow. Das Ehepaar hatte eine Tochter, die 1865 geborene Ioana. Er war oft von zu Hause abwesend und hatte außereheliche Affären. Seit 1891 lebte er getrennt von seiner Ehefrau, schwer an Gicht erkrankt. Alexandru Odobescu starb im Alter von 61 Jahren durch Suizid mittels Morphium, vermutlich aufgrund seiner Krankheit und möglicherweise auch, weil er sich unglücklich in eine 30 Jahre jüngere Frau verliebt hatte. Er ist auf dem Cimitirul Șerban Vodă bestattet.

## Nachwirkung
Zwei Gemeinden in den rumänischen Landkreisen Călărași und Buzău wurden in Alexandru Odobescu umbenannt. Unter anderem in Timișoara, Constanța, Sibiu und Satu Mare wurden Straßen nach ihm benannt. Im Bukarester Cișmigiu-Park wurde eine Büste von Odobescu aufgestellt.

## Schriften (Auswahl)
- Mihnea-Vodă cel rău. Bukarest 1857
- Doamna Chiajna. Bukarest 1860
- Câteva ore la Snagov. Bukarest 1862
- Despre unu vas de lutu cu numele lui Decebal. Descoperitu La Blaine în Francia. Nota Ărcheologică. 1873
- Pseudo-cynegeticos, sau fals tratat de vânătoare. Bukarest 1874
- Istoria arheologiei. Bukarest 1877
- Moţii şi Curcanii 1785-1877. Bukarest 1878
- Petre Ispirescu. Bukarest 1887
- Scrieri literare şi istorice. (3 Bände), Bukarest 1887
- Atheneul român şi clădirile antice cu dom circular. Bukarest 1888
- Petrache Poenaru. Bukarest 1889
- Le Trésor de Petrossa. Étude sur l'orfèvrerie antique. (3 Bände), geschrieben ab 1877, veröffentlicht 1889 und postum anlässlich der Weltausstellung, Paris 1900